# Salmān Dāvūd
Salmān Dāvūd (persiska: سلمان داوود) är en ort i Iran.   Den ligger i provinsen Khuzestan, i den västra delen av landet, 500 km sydväst om huvudstaden Teheran. Salmān Dāvūd ligger 40 meter över havet och antalet invånare är 690.
Terrängen runt Salmān Dāvūd är mycket platt. Runt Salmān Dāvūd är det ganska tätbefolkat, med 144 invånare per kvadratkilometer. Närmaste större samhälle är Kāz̧em Ḩamd, 9,8 km sydväst om Salmān Dāvūd. Trakten runt Salmān Dāvūd består till största delen av jordbruksmark.